# Jüdischer Friedhof (Neukalen)

Jüdischer Friedhof Neukalen 1880 – oben rechts-Signatur Begr.Pl.

Der Jüdische Friedhof Neukalen ist ein jüdischer Friedhof bei der Stadt Neukalen im Landkreis Mecklenburgische Seenplatte in Mecklenburg-Vorpommern. Er ist als Baudenkmal in Neukalen in der amtlichen Denkmalliste verzeichnet.

## Beschreibung
Der Friedhof liegt in einem Waldstück „Warsower Tannen“ 2 km nordöstlich der Stadt. Auf ihm sind noch etwa 10 Grabsteine erhalten. Jüdische Friedhöfe wurden in den amtlichen Karten als Begräbnisplatz bezeichnet und mit einem L statt einem † signiert. Meistens wurden sie weiter außerhalb der Städte oder Gemeinden angelegt, überwiegend an den Scheunenvierteln oder ähnlichen abgelegenen Orten, wie hier im Wald, weit außerhalb der Stadt.

## Geschichte
Ein jüdischer Friedhof wurde etwa 1690 angelegt. Damals konnte die jüdische Gemeinde der Stadt ein Stück Ackerland erwerben, es mit Tannen bepflanzen und zu einem Begräbnisplatz umgestalten. 1829 wurde der Friedhof erweitert. Bei der Auflösung der jüdischen Gemeinde 1899 wurde der Friedhof an die Stadt verkauft. In der NS-Zeit wurde der Friedhof geschändet. Nach 1945 wurde er nicht wiederhergestellt.
Die Grabsteine sind mit der Zeit entfernt und zweckentfremdet worden, bis 1988 Wiederinstandsetzungsarbeiten begannen. Die etwa zehn erhaltenen Grabsteine wurden damals wieder aufgestellt.